# SC Heerenveen (kvinder)
SC Heerenveen Vrouwen er en hollendsk fodboldklub for kvinder fra Heerenveen, der er kvindernes afdeling af SC Heerenveen i kvindernes Eredivisie.
Klubben blev etableret i 2007. Heerenveen var en af de grundlæggende medlemmer af Vrouwen Eredivisie.

## Aktuelt trup
Oversigten er opdateret til og med 12. september 2016.
| Nr. | Land      | Position | Spiller                 |
| --- | --------- | -------- | ----------------------- |
| 1   | Sydafrika | MM       | Roxanne Barker          |
| 2   | Holland   | FO       | Dorien Zeinstra         |
| 3   | Holland   | FO       | Fleur Kokhuis           |
| 4   | Holland   | FO       | Esmay Bruil             |
| 5   | Holland   | FO       | Lieke Huls              |
| 6   | Holland   | FO       | Ingrid Schuiten         |
| 7   | Holland   | AN       | Simone Kets             |
| 8   | Holland   | MI       | Elise Meijerink         |
| 9   | Holland   | AN       | Kerstin Casparij        |
| 10  | Holland   | MI       | Nathalie van den Heuvel |
| 11  | Holland   | AN       | Noa Pawirodimedjo       |

| Nr. | Land    | Position | Spiller         |
| --- | ------- | -------- | --------------- |
| 13  | Holland | FO       | Wiëlle Douma    |
| 14  | Holland | MI       | Laura Strik     |
| 15  | Holland | MI       | Marlies Slegter |
| 16  | Holland | MM       | Devi Venema     |
| 17  | Holland | AN       | Maly Breed      |
| 19  | Holland | AN       | Tiny Hoekstra   |
| 20  | Holland | AN       | Elze Huls       |
| 21  | Holland | MI       | Kim van Velzen  |
| 23  | Holland | MM       | Hilde de Boer   |
| 24  | Holland | MM       | Alissa Visch    |
| 94  | Belgien | AN       | Jassina Blom    |

Kilde: uk.women.soccerway.com

## Tidligere landsholdsspillere
- Cynthia Beekhuis
- Marije Brummel
- Nicole Delies
- Nangila van Eyck
- Lieke Martens
- Vivianne Miedema
- Shanice van de Sanden
- Sylvia Smit
- Sherida Spitse
- Lianne de Vries

## Cheftrænere
- Harry Sinkgraven (2007–2009)
- Rick Mulder (2009–2011)
- Peter Meindertsma (2011–2012)
- Maarten de Jong (2012)
- Jessica Torny (2012–2015)
- Fred de Boer (2015–2016)
- Jan Schulting (2016–current)